# Venusia accentuata
Venusia accentuata är en fjärilsart som beskrevs av Louis Beethoven Prout 1914. Venusia accentuata ingår i släktet Venusia och familjen mätare. Inga underarter finns listade i Catalogue of Life.